# Музей Виктории и Альберта
Музей Викто́рии и А́льберта (англ. Victoria and Albert Museum) — музей в Лондоне, первый в Европе музей декоративно-прикладного искусства. Основан в 1852 году по инициативе принца-консорта Альберта и при участии выдающегося архитектора и теоретика искусства Готфрида Земпера. Расположен в районе Южный Кенсингтон (South Kensington). Вход в музей бесплатный. По данным The Art Newspaper, музей Виктории и Альберта входит в число самых посещаемых художественных музеев мира (14-е место в 2022 году), также является одним из крупнейших художественных музеев мира по площади (11-е место в 2023 году).

## История
Музей был основан в 1852 году под влиянием дискуссий об экспозиции Всемирной выставки 1851 года в Лондоне. Выставка продемонстрировала наряду с успехами в области индустрии машиностроения и торговли, катастрофический разлад между передовой промышленной технологией и традиционным декоративно-прикладным искусством, растущее отчуждение производителя и проектировщика от продукта своего труда и, как результат, несоответствие функции и технологии производства форме и декору промышленных изделий. Принц-консорт Альберт, супруг королевы Виктории, возглавлявший комитет по организации и проведению выставки, озабоченный качеством английской продукции на мировом рынке, предложил немецкому архитектору Готфриду Земперу, находившемуся в то время в Париже, составить проект программы подготовки новых специалистов-проектировщиков и план экспозиции будущего художественно-промышленного музея.
Финансирование постройки осуществлялось «Обществом искусств» за счёт части средств, вырученных от проведения выставки. В 1852 году в Южном Кенсингтоне, районе Лондона, обществом был приобретён участок земли, но музей смог переехать в этот район только в 1857 году. До строительства отдельного здания, «Музей мануфактур» (англ. Museum of Manufactures) находился в Доме Мальборо, затем коллекции разместили в Сомерсет-Хаус в центре Лондона. В 1853 году музей переименовали в «Музей орнаментального искусства» (англ. Museum of Ornamental Art). В 1854 году музей стал называться Южно-Кенсингтонским (South Kensington Museum). Готфрид Земпер планировал создать музей одновременно со школой ремёсел и другими просветительскими организациями образования и культуры, позднее получившими название в честь принца Альберта (Albertopolis). Первым директором музея с 1857 года был сэр Генри Коул. Именно Коул отстаивал идею широкого художественного образования и просвещения народа через музейные коллекции. Это привело к передаче в ведомство музея «Школы ремёсел Южно-Кенсингтонского музея» (первая ремесленная школа была создана ещё в 1837 году в Сомерсет-Хаусе). Позднее она стала называться Королевским художественным колледжем. Официальное открытие музея королевой Викторией состоялось 20 июня 1857 года.
Часть экспозиции составили вещи, приобретённые после закрытия Всемирной выставки, другие Музей приобретал по плану Земпера у коллекционеров и производителей. Благодаря щедрым пожертвованиям и небольшому спросу на бытовые предметы, музею удалось быстро собрать крупную коллекцию.
По проекту архитектора Ф. Фоука претенциозное здание музея возвели в «неонорманнском стиле» в 1859—1865 годах. Новое здание строили по проекту архитектора Эштона Уэбба (1891). 17 мая 1899 года при участии королевы Виктории был заложен первый камень нового здания, и, с этого времени, музей стали называть в честь королевы и её супруга Музеем Виктории и Альберта. Строительство было завершено только в 1909 году. В 2001—2015 годах осуществлялась генеральная реконструкция музея с восстановлением исторических интерьеров Э.Уэбба и значительным расширением экспозиции.
В 1988 году музей, рассчитывая привлечь молодёжную аудиторию, запустил рекламный слоган, возмутивший консервативную британскую общественность: «An ace caff, with quite a nice museum attached» («Классное кафе, к которому прилагается неплохой музей»).

## Экспозиция

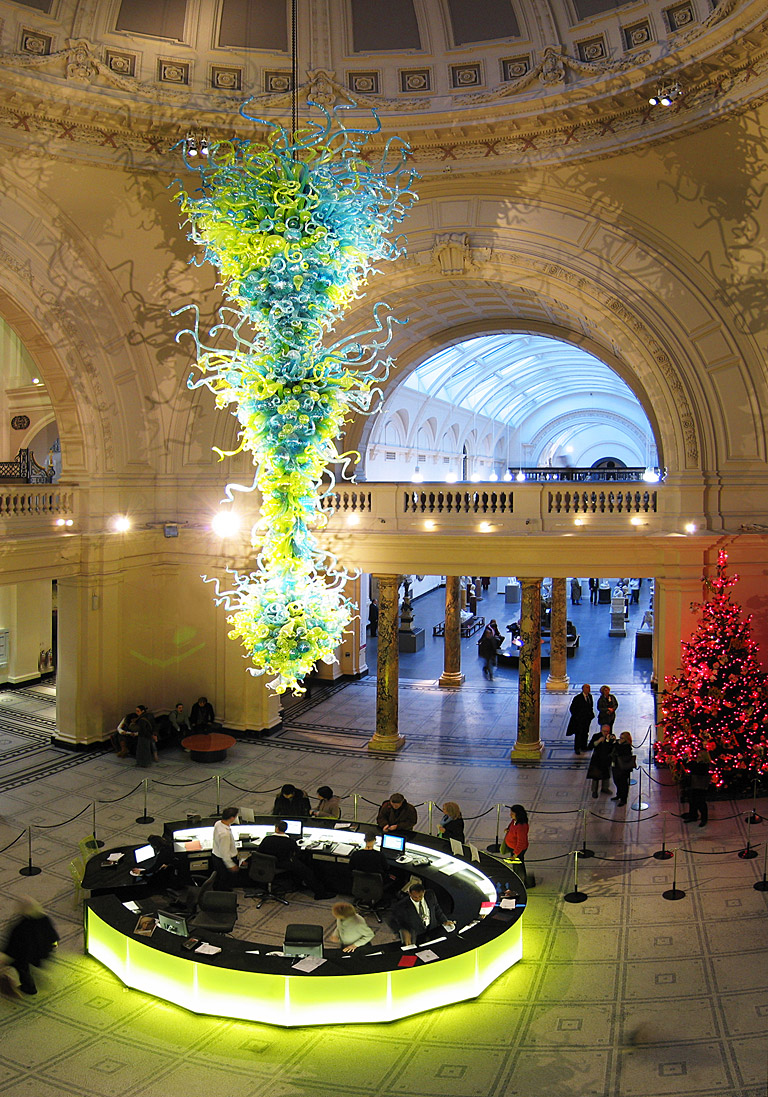
Главный вестибюль музея

В Музее Виктории и Альберта хранится более двух миллионов экспонатов за 5000 лет развития различных родов и видов искусства с древнейших времён и до наших дней. Помимо европейских культур представлено также искусство народов Северной Америки, Азии, Африки, стран латинской Америки и дальнего Востока: Китая, Японии, Кореи, Малайзии, а также Австралии, Новой Зеландии и стран исламского мира. Это крупнейший музей в мире такого рода. Часть экспозиции иллюстрирует развитие художественных ремёсел: изделия из керамики, стекла, текстиля, металла, ювелирные изделия, мебель. Также представлена скульптура, гравюры, рисунки и фотографии. Более чем 600 000 рисунков, 750 000 документов и 700 000 фотографий памятников архитектуры со всего мира составляют самый полный архитектурный ресурс. Особую гордость музея составляют рисунки и чертежи английских архитекторов. Музей содержит более 19 000 предметов из исламского мира, начиная с раннего исламского периода (VII век) и заканчивая началом XX века.
Музей владеет самой большой в мире коллекцией предметов художественных ремёсел эпохи Средневековья и итальянского Возрождения, в том числе знаменитой итальянской майолики, изделия из драгоценных металлов, мозаики, а также постренессансной скульптуры европейских стран. В собрании керамики и стекла — богатейшие коллекции китайского, саксонского (мейсенского) и севрского фарфора, стекла Галле и школы Нанси, фаянсов Джозайи Веджвуда и многое другое. Имеется собрание по истории европейского и восточного костюма, книжной иллюстрации, музыкальных инструментов, оружия всех времён и народов.
В музее экспонируются семь сохранившихся картонов из десяти, выполненных по эскизам Рафаэля Санти его учениками в 1513—1516 годах для шпалер серии «Деяния Апостолов» для Сикстинской капеллы в Ватикане. Выставлены более сотни картин, в том числе картина Констебла «Вид на собор в Солсбери из епископского сада». Часть интерьеров сохраняет исторический характер. Среди них: Зелёная столовая (1866—1868), работы Филиппа Уэбба и Уильяма Морриса, отражающая атмосферу и характер продукции основанных Моррисом мастерских Искусства и ремесла.
Музей располагает крупнейшей в Великобритании коллекцией ранней британской фотографии. В частности, здесь хранится 775 фотографий Клементины Гаварден. Сюда, по завещаниям их владельцев, поступили крупные частные коллекции театральных фотографий, в том числе многочисленные фотографии актрис Минни Терри, Дороти Дин и Конни Гилкрист.
В 1873 году в музее был создан «Дворик слепков» с гипсовыми слепками фрагментов знаменитых архитектурных памятников и скульптур. Относительно небольшое помещение с верхним светом воссоздаёт значительную часть классической истории искусства от античности до Нового времени. Эта идея была подхвачена многими музеями мира, в том числе И. В. Цветаевым при организации в 1912 году Музея изящных искусств в Москве (с 1937 года Музей изобразительных искусств имени А. С. Пушкина). По примеру Музея Виктории и Альберта, создавали другие художественно-промышленные музеи Европы. В 1864 году был основан Музей прикладного искусства в Вене, в 1877 году — Музей прикладного искусства и художественных ремёсел в Гамбурге, в 1881 году — Музей Центрального училища технического рисования барона Штиглица в Санкт-Петербурге, в 1885 году основан Музей декоративного искусства в Праге.

### Ювелирные изделия
Коллекция ювелирных изделий насчитывает более 6000 предметов
Одной из самых полных коллекций ювелирных изделий в мире включает работы ювелиров от Древнего Египта до наших дней, а также рисунки изделий на бумаге. Коллекция также включает украшения для бриллиантовых платьев, сделанные для Екатерины Великой, зажимы для браслетов, принадлежавшие Марии-Антуанетте, и Изумрудное ожерелье, подаренное Наполеоном своей приемной дочери Гортензии де Богарне в 1806 году.
В музее представлены работы известных ювелиров: Картье, Жана Шлюмберже, Карла Фаберже, Эндрю Грима, Хеммерля и Лалика.
В Музее Виктории и Альберта также хранятся уникальные современные ювелирные изделия работы от миланского ювелира Джеймса Ривьера, в том числе Optical Titanio Diago. Кулон относительно ранний пример использования титана в ювелирном деле.